# Xabaixiyya
Els Xabaixiyya foren una secta extremista càrmata de Bàssora i Bahrain. Agafen el seu nom dels seus xeics hereditaris els Bani Xabaix durant una centúria entre 990 i 1090. El xeic Abu-l-Hàssan Alí ibn Fadl ibn Xabaix (mort el 1052) fou visir de l'emir buwàyhida de Bàssora, càrrec que també va exercir el seu fill Salil al-Barakat vers 1094.